# Чиаха
Чиаха (на английски: Chiaha) е северноамериканско индианско племе, част от Крикската конфедерация, което през 17 и 18 век живее в южната част на Алабама. Когато за първи път се споменава от Ернандо де Сото, част от племето живее далеч на север в планините на Тенеси. Но от историята е известно, че е имало най-малко две племена чиаха. Едното в Тенеси, а другото сред племето ямаси.

## История
През 1540 г., докато е още в провинция Кофитачеко, Де Сото научава за мощното племе чиаха, живеещо далеч на североизток в планините. На 5 юни 1540 г. Де Сото намира мястото, където испанците за пръв път срещат укрепени селища. На 28 юни испанците напущат чиаха и продължават на запад.
През 1566 г. и 1567 г. Хуан Пардо прави две експедиции на северозапад, във втората от която достига до чиаха споменати по-рано от Де Сото. Това е последното, което се чува за тези чиаха. Около 100 години след това, англичаните намират само една група чиаха, в долната част на реките Окмулги и Чатахучи. Англичаните споменават, че тази група по-рано живее сред ямасите, но още преди 1715 г. се местят сред крикските градове по река Окмулги. Дали тези чиаха са били при ямасите или произлизат от северните чиаха не е известно, но се предполага, че двете групи съществуват независимо една от друга още от времето на Де Сото. Смята се, че северните чиаха или се присъединяват към южните си роднини, или се смесват с другите племена на горните крики.
След Войната ямаси от 1715 г., всички долни крики заедно с чиаха се местят на река Чатахучи, където чиаха стават едно от водещите племена. Някои се отделят от основното племе и отиват във Флорида, където впоследствие образуват ново племе-микосуки. Известни са имената на три техни селища от този период, разположени на река Флинт: Омуккули, Чиахутчи или Малки чиаха и Хоталгихуяна, заето заедно с осочи.
След отстраняването на криките в Оклахома, чиаха се заселват в североизточната част на новата крикска територия, където поддържат отделна идентичност до Гражданската война.